# Тосно (требака)
«Тосно» или «Тосна» — требака Балтийского флота Российской империи, находившаяся в составе флота с 1830 по 1841 год и использовавшаяся в качестве гидрографического судна в Ревельском и Финском заливах.

## Описание судна
Одна из двух парусных требак типа «Нарова». Длина судна между перпендикулярами составляла 18,5 метра, ширина без обшивки — 6,6 метра, а осадка 2,4 метра. Вооружение судна в разное время составляли от 4-х до 8-ми орудий.

## История службы
Требака «Тосно» была заложена на Охтенской верфи в Санкт-Петербурге 15 (27) февраля 1830 года и после спуска на воду 31 июля (12 августа) 1830 года вошла в состав Балтийского флота России. Строительство вёл корабельный мастер 6-го класса полковник В. Ф. Стокке.
Летом 1831 году требака была направлена в распоряжение лейтенанта И. П. Лазарева для проведения гидрографических работ, заменив при этом ветхий галет «Олень». До осени того же года на судне и прикреплённых к нему шлюпках под командованием И. П. Лазарева проводились промеры северной части Ревельского залива. Во время работ были определены Миддельгрунд, Литегрунд и прибрежный риф, проходящий от Мидорандо до Вульфской башни и вдоль восточного берега Наргена. В следующем 1832 году были продолжены работы по проведению шлюпочного промера залива от Миддельгрунда и Мидорандо до параллели Вульфской башни, а также исследован обнаруженный годом ранее риф с восточной стороны Наргена, определена Наргенская мель, закончен начатый еще в 1830 году промер Ревельштейна и снят план острова Кокшхера.
В 1833 году требака совместно со шхунами «Снег» и «Вихрь» была назначена в отряд судов под командованием капитан-лейтенанта М. Ф. Рейнеке для проведения гидрографических работ в Финском заливе. Судно принимало участие в проведении съёмки и промеров залива, начатых в 1833 году к востоку от Свеаборга и доведённых к 1834 году до города Ловизы. В кампанию 1835 года требака продолжила участие в работах на этом участке, а в следующем году судами отряда работы были доведены от Ловизы до окрестностей Роченсальма.
В 1837 году «Тосно» совместно со шхуной «Снег» и ботом № 3 принимала участие в съёмке и промерах в южной части Свеаборгских фарватеров и шхерах в районе Поркалаудда. По большей части суда находились в шхерах и обеспечивали продовольствием команды прикреплённых к ним шлюпок, на которых проводились работы. В следующем 1838 году работы были перенесены в шхеры Старой Финляндии. Требака в составе того же отряда проводила работы на участке от Аспэ до Роченсальма, а также съёмке островов Гогланд и Соммерс.
Сведений о плаваниях требаки «Тосно» в 1839 и 1840 годах не найдено, а в 1841 году она была продана частному владельцу.

## Командиры судна
Командирами требаки «Тосно» в разное время в звании лейтенантов служили:
- И. П. Лазарев (1831—1832 годы)[13];
- К. К. Сиденснер (1835—1839 годы)[14][15].

### Комментарии
1. ↑  Вторая требака носила имя «Нарова».
2. ↑  60 футов 6 дюймов.
3. ↑  21 фут 6 дюймов.
4. ↑  7 футов 10 дюймов.